# Drachenbronn-Birlenbach
Drachenbronn-Birlenbach is een gemeente in het Franse departement Bas-Rhin (regio Grand Est). De gemeente maakt deel uit van het kanton Wissembourg in het Haguenau-Wissembourg. Voor 1 januari 2015 was het deel van het kanton Soultz-sous-Forêts en het arrondissement Wissembourg, die toen beide werd opgeheven. Drachenbronn-Birlenbach telde op 1 januari 2022 586 inwoners.

## Geografie
De oppervlakte van Drachenbronn-Birlenbach bedroeg op 1 januari 2022 7,13 vierkante kilometer; de bevolkingsdichtheid was toen 82,2 inwoners per km².

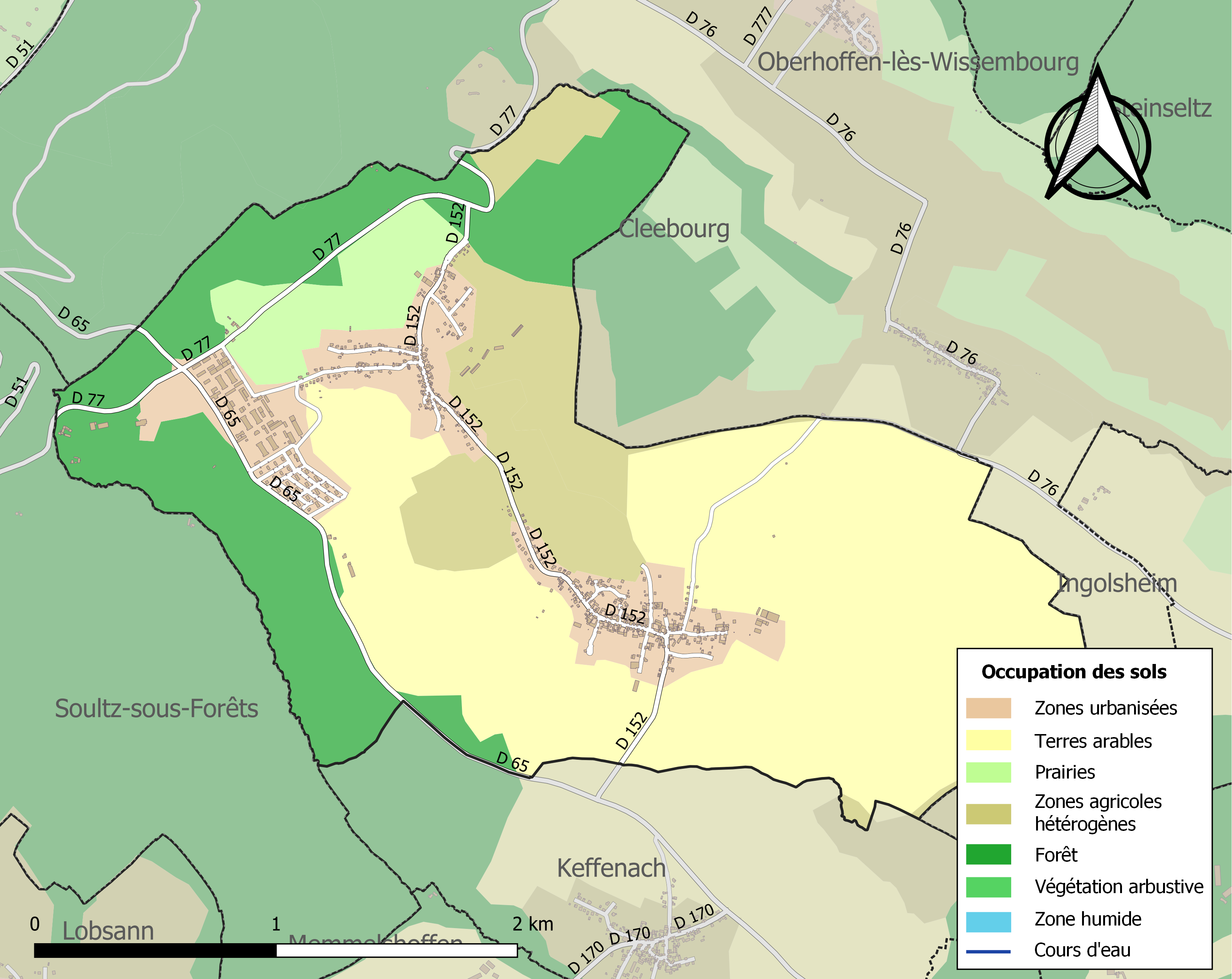
Kaart van de gemeente met de belangrijkste infrastructuur, bodemgebruik en omliggende gemeenten

## Demografie
Onderstaande figuur toont het verloop van het inwonertal (bron: INSEE-tellingen).